# Solid Gold
Solid Gold è il secondo album in studio del gruppo musicale post-punk britannico Gang of Four, pubblicato nel 1981.

## Tracce
Side 1
1. Paralysed – 3:22
2. What We All Want – 4:59
3. Why Theory? – 2:33
4. If I Could Keep It for Myself – 4:09
5. Outside the Trains Don't Run on Time – 3:19

Side 2
1. Cheeseburger – 4:05
2. The Republic – 3:21
3. In the Ditch – 4:22
4. A Hole in the Wallet – 4:05
5. He'd Send in the Army – 4:28

## Formazione
- Dave Allen - basso, voce
- Hugo Burnham - batteria, voce
- Andy Gill - chitarra, voce
- Jon King - voce